# Thomas Wagner (Politiker, 1904)
Thomas Wagner (* 21. Dezember 1904 in Draßburg; † 21. September 1993 in Oberwart) war ein österreichischer Politiker (SPÖ) und Landesbeamter. Wagner war von 1960 bis 1965 Abgeordneter zum Burgenländischen Landtag und von 1965 bis 1970 Mitglied des Bundesrates.
Wagner wurde als Sohn des Maurergehilfen Matthias Wagner aus Draßburg geboren und besuchte nach der Volksschule in Draßburg die Bürgerschule in Sopron. Danach wechselte er an die Bundeslehranstalt für Maschinenbau in Wiener Neustadt und legte 1925 die Matura ab. 1939 erhielt er das Ingenieurs-Zeugnis. Wagner übernahm zwischen 1925 und 1928 verschiedene Gelegenheitsarbeiten, wobei er auch neun Monate in Paris verbrachte. 1928 trat er in den Dienst des Landes Burgenland und war in der Folge in Güssing, Eisenstadt und Oberwart tätig. Von 1938 bis 1943 war er im Baudienst Steiermark beim Wasserwirtschaftsamt Oberwart eingesetzt, von 1943 bis 1944 diente er in der Wehrmacht, wobei er 1944 in britische Kriegsgefangenschaft geriet, aus der er erst 1946 zurückkehrte. Nach seiner Rückkehr war er von 1946 bis 1966 beruflich als Leiter des Baubezirksamts Oberwart beschäftigt, 1970 ging er in den Ruhestand. 
Wagner war von 1931 bis zum Verbot der Partei 1934 Mitglied der Sozialdemokratischen Partei gewesen. Er engagierte sich nach dem Zweiten Weltkrieg für die SPÖ und wirkte von 1954 bis 1964 als Vizebürgermeister von Oberwart. Zudem vertrat er die SPÖ vom 27. Juli 1960 bis zum 22. Jänner 1965 im Burgenländischen Landtag und war danach vom 22. Jänner 1965 bis zum 19. Juni 1970 Mitglied des Bundesrates. Wagner hatte vom 1. Jänner 1969 bis zum 30. Juni 1969 das Amt des Vorsitzenden des Bundesrates inne. 